# Ariane 6
Ariane 6 – dwustopniowa rakieta nośna opracowana na potrzeby Europejskiej Agencji Kosmicznej oraz Francuskiej Agencji Kosmicznej, która jest produkowana przez spółkę ArianeGroup, która jest jednocześnie głównym wykonawcą projektu. Rakieta należy do rodziny rakiet Ariane i jest obsługiwana przez firmę Arianespace, która postanowiła zastąpić rakietę Ariane 5 na rzecz Ariane 6. Głównymi państwami finansującymi program rozwoju rakiety były: Francja (55,3%), Niemcy (21%) i Włochy (7,6%), a pozostałe prace rozdzielono pomiędzy dziesięć innych krajów.
Rakieta wykorzystuje silniki rakietowe na ciekły wodór i ciekły tlen. Pierwszy stopień napędzany jest zmodernizowanym silnikiem Vulcain, znanym z rakiety Ariane 5, natomiast w drugim stopniu zastosowano silnik Vinci, który został zaprojektowany specjalnie dla Ariane 6. Wariant Ariane 62 wyposażono w dwa boostery rakietowe P120C, a wersję Ariane 64 wyposażono w cztery boostery.
Projekt rakiety Ariane 6 wybrano w grudniu 2014 roku, odrzucając alternatywną koncepcję, która miała być całkowicie zasilana za pomocą paliwa stałego. Pierwszy lot planowano na 2020 rok, jednak program uległ opóźnieniom. Pierwszy lot rakiety Ariane 6 odbył się 9 lipca 2024 roku i zakończył się częściowym niepowodzeniem, ponieważ drugi stopień rakiety nie wykonał planowanego manewru deorbitacyjnego. Drugi lot, który został początkowo przesunięty, ostatecznie przeprowadzono 6 marca 2025 roku, z powodzeniem wynosząc na orbitę pierwszy komercyjny ładunek użyteczny, którym był satelita rozpoznawczy CSO-3.
Rakieta Ariane 6 została zaprojektowana z myślą o obniżeniu kosztów startu o połowę w stosunku do Ariane 5 oraz zwiększeniu zdolności do realizacji lotów w ciągu roku z siedmiu do jedenastu. Założenia te nie zostały jednak w pełni spełnione. Program spotkał się z krytyką ze względu na wysokie koszty oraz brak rozwiązań w zakresie ponownego wykorzystania rakiety, zwłaszcza w porównaniu z konkurencyjnymi rakietami, takimi jak Falcon 9 firmy SpaceX. Przedstawiciele Europejskiej Agencji Kosmicznej i władz państw członkowskich podkreślają jednak, że Ariane 6 zapewnia Europie niezależny dostęp do przestrzeni kosmicznej.

## Budowa

### Pierwszy stopień
Pierwszy stopień rakiety Ariane 6 napędzany jest pojedynczym silnikiem Vulcain 2.1 zasilanym na mieszankę ciekłego wodoru i ciekłego tlenu. Pierwszy stopień rakiety Ariane 6 ma 5.4 metrów średnicy i może przechowywać około 140 ton paliwa.

### Boostery
Dodatkowy ciąg przy starcie zapewnią dwa lub cztery boostery rakietowe na paliwo stałe typu P120C. Każdy z nich zawiera około 142 000 kg materiału pędnego i wytwarza ciąg do 4650 kN. Silniki P120C wykorzystywane są również w pierwszym stopniu rakiety Vega C. Wspólne stosowanie tych jednostek ma na celu zwiększenie skali produkcji i obniżenie kosztów wytwarzania. Pierwszy test boostera P120C przeprowadzono 16 lipca 2018 roku w Kourou, a sam test zakończył się sukcesem.

### Drugi stopień
Drugi stopień rakiety Ariane 6 posiada identyczną średnicę jak pierwszy stopień rakiety oraz także jest zasilany na mieszankę ciekłego wodoru i ciekłego tlenu. Napędzany jest silnikiem rakietowym Vinci, który dostarcza 180 kN ciągu.  Drugi stopień rakiety Ariane 6 może przechowywać około 31 ton paliwa.

### Owiewka
Owiewka ładunku użytecznego została wytworzona przez firmę Beyond Gravity z kompozytu włókna węglowego i polimeru, ma formę stożkowatego nosa rakiety, który rozdziela się pionowo na dwie połowy. Dostępne są dwie wersje: długa o długości 20 metrów oraz krótka o długości 14 metrów, obie mają średnicę 5,4 metra.

## Finansowanie
Rakieta Ariane 6 jest opracowywana w ramach partnerstwa publiczno-prywatnego, przy czym 2,815 miliardów euro pochodzi z różnych źródeł rządowych Europejskiej Agencji Kosmicznej, a 400 milionów euro ma stanowić "wkład sektora kosmicznego" Rada Europejskiej Agencji Kosmicznej zatwierdziła projekt Ariane 6 w dniu 3 listopada 2016 roku, a Komitet ds. Polityki Przemysłowej Europejskiej Agencji Kosmicznej udostępnił wymagane środki w dniu 8 listopada 2016 roku.
W styczniu 2020 roku Europejski Bank Inwestycyjny i Komisja Europejska, udzieliły spółce Arianespace pożyczki w wysokości 100 milionów euro w ramach programów inwestycji korporacyjnych.

## Wykaz lotów

### 2024
| Lot   | Data | Rakieta   | Miejsce startu | Ładunek                    | Masa    | Orbita | Klienci | Status            |
| ----- | --- | --------- | -------------- | -------------------------- | ------- | ------ | ------- | ----------------- |
| VA262 | 9 lipca 2024 | Ariane 62 | Gujana, ELA‑4  | Wiele ładunków użytecznych | 1600 kg | LEO    | Różni   | Częściowa porażka |
| VA262 | Pierwszy lot rakiety Ariane 6 wyniósł symulator masy, kilka CubeSatów i eksperymenty naukowe, które miały zostać rozmieszczone po deorbitacji drugiego stopnia rakiety. CubeSaty zostały prawidłowo rozmieszczone, ale silnik drugiego stopnia rakiety nie uruchomił się ponownie z powodu anomalii pomocniczej jednostki zasilającej, dlatego też nie mógł on zostać zdeorbitowany. |           |                |                            |         |        |         |                   |

### 2025
| Lot   | Data | Rakieta   | Miejsce startu | Ładunek     | Masa    | Orbita | Klienci    | Status |
| ----- | --- | --------- | -------------- | ----------- | ------- | ------ | ---------- | ------ |
| VA263 | 6 marca 2025 | Ariane 62 | Gujana, ELA‑4  | CSO-3       | 3655 kg | SSO    | CNES / DGA | Sukces |
| VA263 | Pierwszy komercyjny lot rakiety Ariane 6. Po rozmieszczeniu satelity po dwóch uruchomieniach silnika Vinci znajdującego się w drugim stopniu rakiety udało się pomyślnie wykonać trzecie uruchomienie silnika w celu deorbitacji stopnia rakiety i ponownego wejścia w ziemską atmosferę. W poprzednim locie manewr ten nie powiódł się. |           |                |             |         |        |            |        |
| VA264 | 13 sierpnia 2025 | Ariane 62 | Gujana, ELA‑4  | MetOp-SG-A1 | 4040 kg | SSO    | EUMETSAT   | Sukces |
| VA264 | W ramach lotu wyniesiono system satelitów meteorologicznych drugiej generacji, który ma zastąpić satelity METOP pierwszej generacji. |           |                |             |         |        |            |        |

## Krytyka
Rakieta Ariane 6 była krytykowana ze względu na wysoki koszt startu i brak możliwości ponownego wykorzystania.
Po pierwszym zatwierdzeniu projektu przez Europejską Agencję Kosmiczną na początku 2010 roku rakieta miała być zmodernizowaną wersją Ariane 5, zoptymalizowaną pod kątem obniżenia kosztów. W tym czasie komercyjni konkurenci Europejskiej Agencji Kosmicznej tacy jak ⁣⁣SpaceX⁣⁣ już mówili o chęci obniżenia kosztów startów. Jednakże firmy te wykonały kilka udanych lotów i nie udowodniły jeszcze, że ponowne wykorzystanie rakiet jest możliwe. W ciągu ponad dziesięciu lat prac nad rakietą Ariane 6 projekt był opóźniony i przekroczył pierwotny budżet. W tym samym czasie SpaceX kontynuowało prace nad rakietą Falcon 9, niemal podwajając jej ładowność i skutecznie ponownie wykorzystując pierwsze stopnie rakiety, dzięki czemu Falcon 9 stał się bardziej wydajny i znacznie tańszy niż Ariane 6.
Europejska Agencja Kosmiczna broniła rakiety Ariane 6, twierdząc, że jej członkowie potrzebują dostępu do przestrzeni kosmicznej, niezależnie od innych krajów lub prywatnych firm. Jako przykład tej potrzeby wskazują wydarzenia geopolityczne, które odcięły Europejską Agencję Kosmiczną od dostępu do rosyjskiej rakiety Sojuz 2.
Państwa członkowskie Europejskiej Agencji Kosmicznej zgodziły się dotować rakietę w wysokości do 340 milionów euro rocznie od jej szesnastego lotu w zamian za 11% zniżki na starty. Dotacja powinna się skończyć w 2031 roku za sprawą 42 lotu rakiety Ariane 6.